# San Gervasio (Maya-Ruinen)
San Gervasio ist eine Ruinenstätte der Maya im mexikanischen Bundesstaat Quintana Roo auf der der Ostseite der Halbinsel Yucatán vorgelagerten Insel Cozumel und dort die Bedeutendste.

## Name
Der Ort ist heute nach dem Familiennamen des Landbesitzers, auf dessen Grundstück sich die Anlage befindet, benannt. Der tatsächliche Name ist weder aus vorspanischer noch aus spanischer Zeit sicher überliefert. Das Chilam-Balam-Buch von Chuyamel nennt auf Cozumel den Ort Tantun Cozumel, von dem angenommen wurde, er könnte San Gervasio meinen.

## Geschichte
Erste Siedlungs- bzw. Architekturzeugnisse lassen sich für das 4. Jahrhundert nachweisen. Der Ort entwickelte sich stetig über die gesamte klassische Periode. Zwischen 1000 und 1200 gehörte die gesamte Insel zum Herrschaftsgebiet von Chichén Itzá und wurde vermutlich von den Cocom dominiert.
Auf Cozumel und insbesondere in San Gervasio wurde die Göttin Ix Chel verehrt. Das Hauptgebäude im Komplex Ka'Na Nah, wo sich auch ein Cenote befindet, wird als Zentralheiligtum der Göttin angenommen. Der Ort wurde unter anderem bei dem Wunsch nach Schwangerschaft aufgesucht. Dabei sind Pilger aus Yucatán, Xicalango und  Tabasco nachgewiesen.
San Gervasio wird für die Postklassik auch in engen Zusammenhang mit den zahlreichen Küstenstädten im Cuchcabal Ecab gebracht. Vermutlich wurde das Zentrum also auch von Händlern gezielt und regelmäßig aufgesucht.
Im 16. Jahrhundert wurde San Gervasio verlassen.

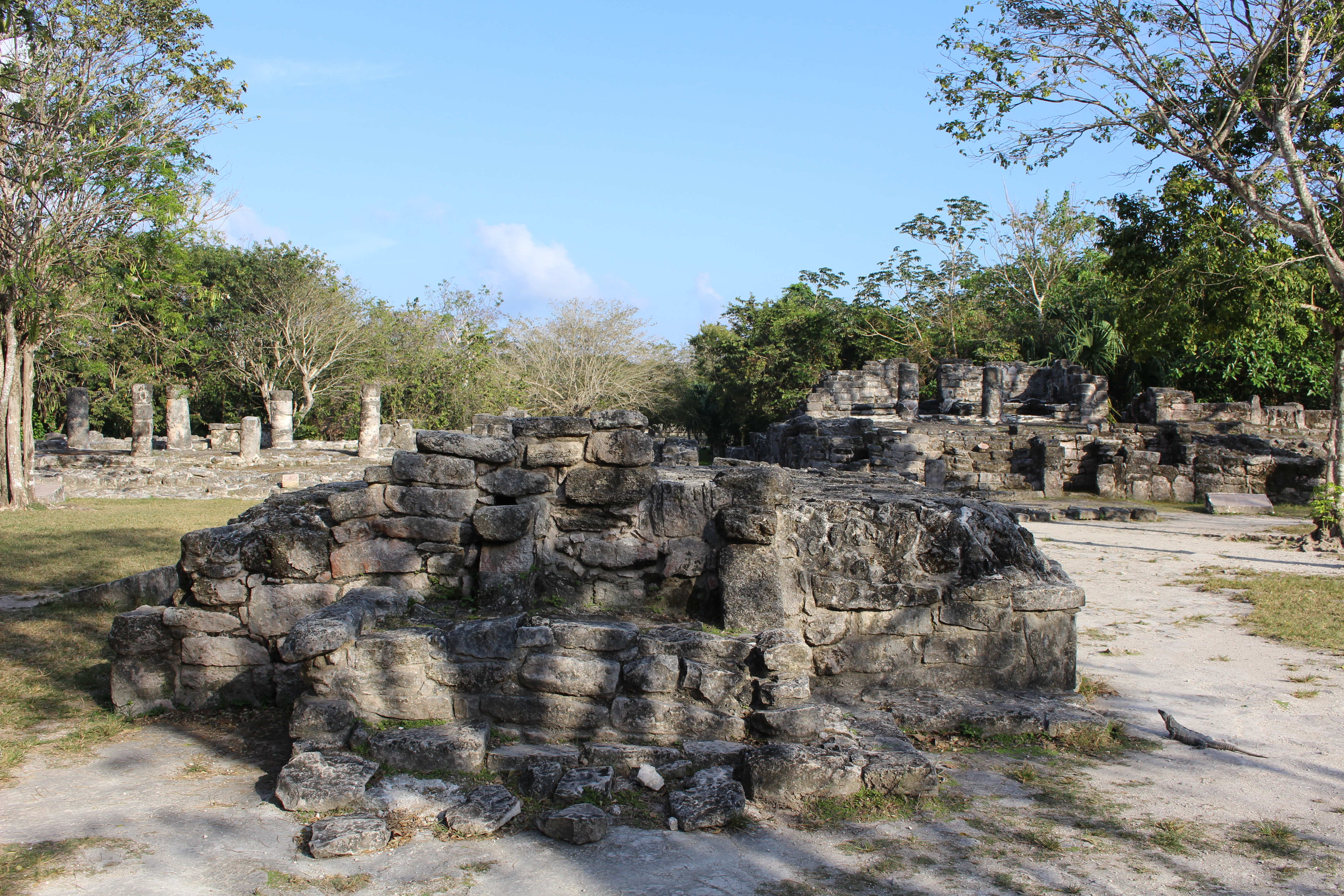
Zentraler Platz, mit Altar
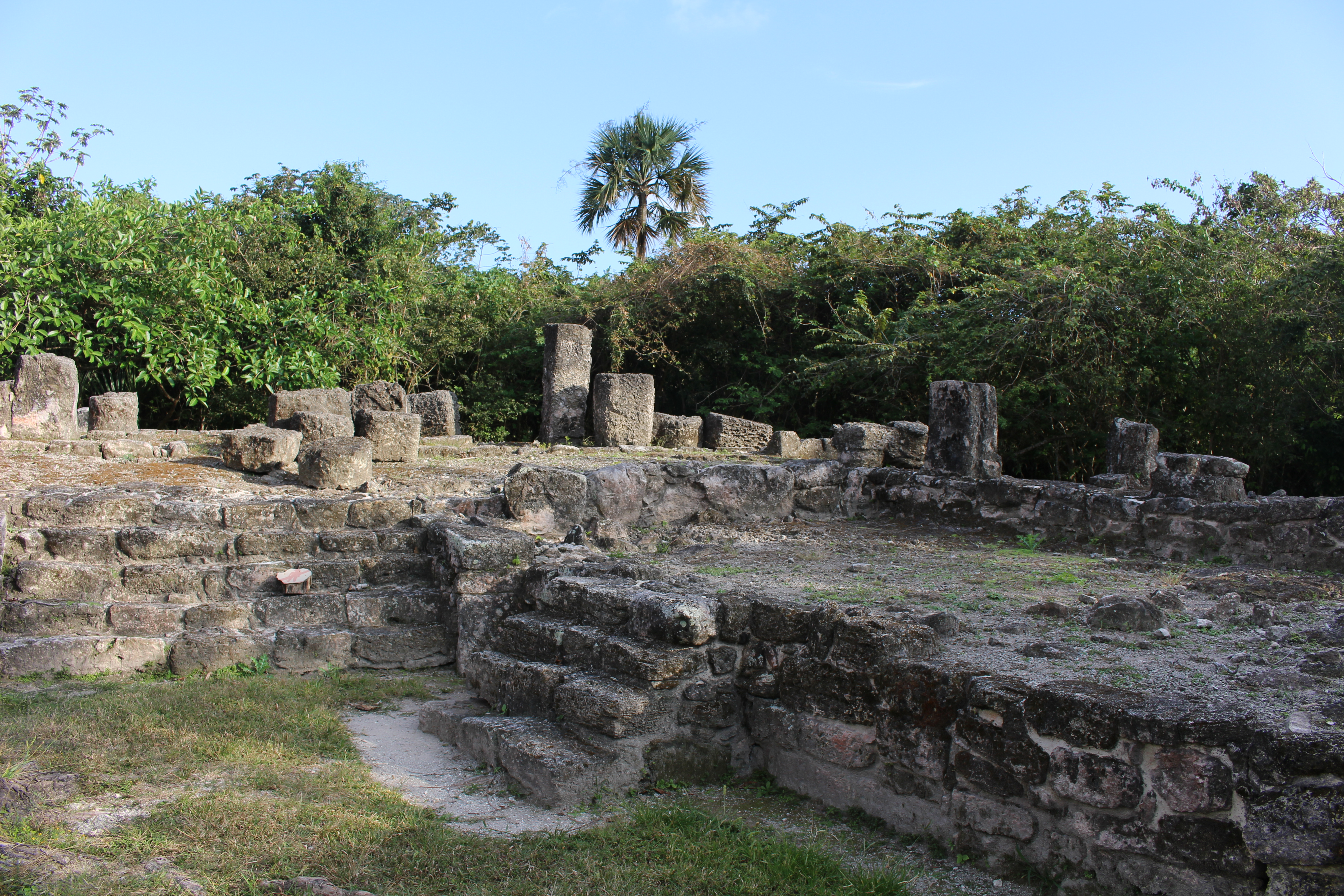
El Osario
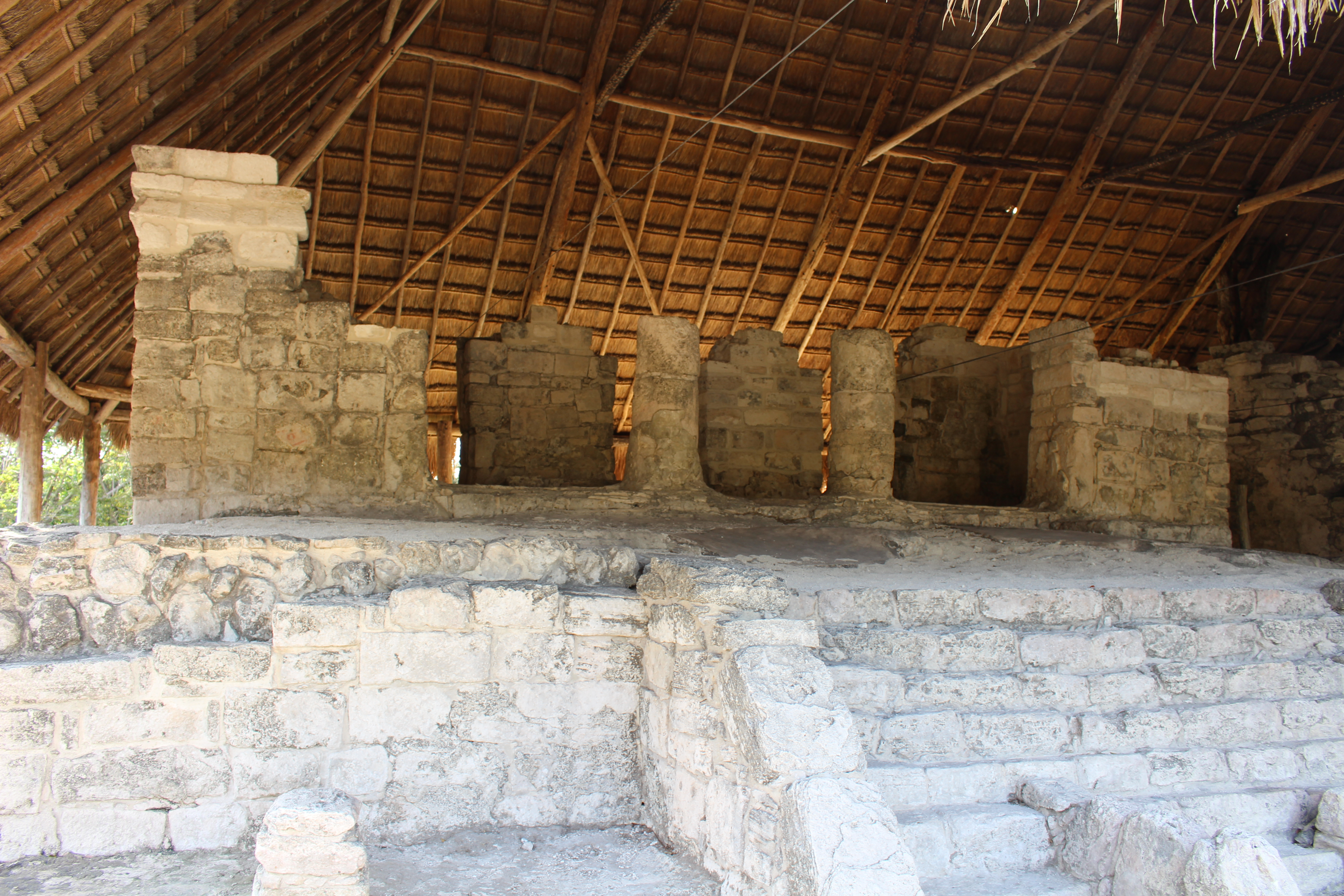
El Palacio
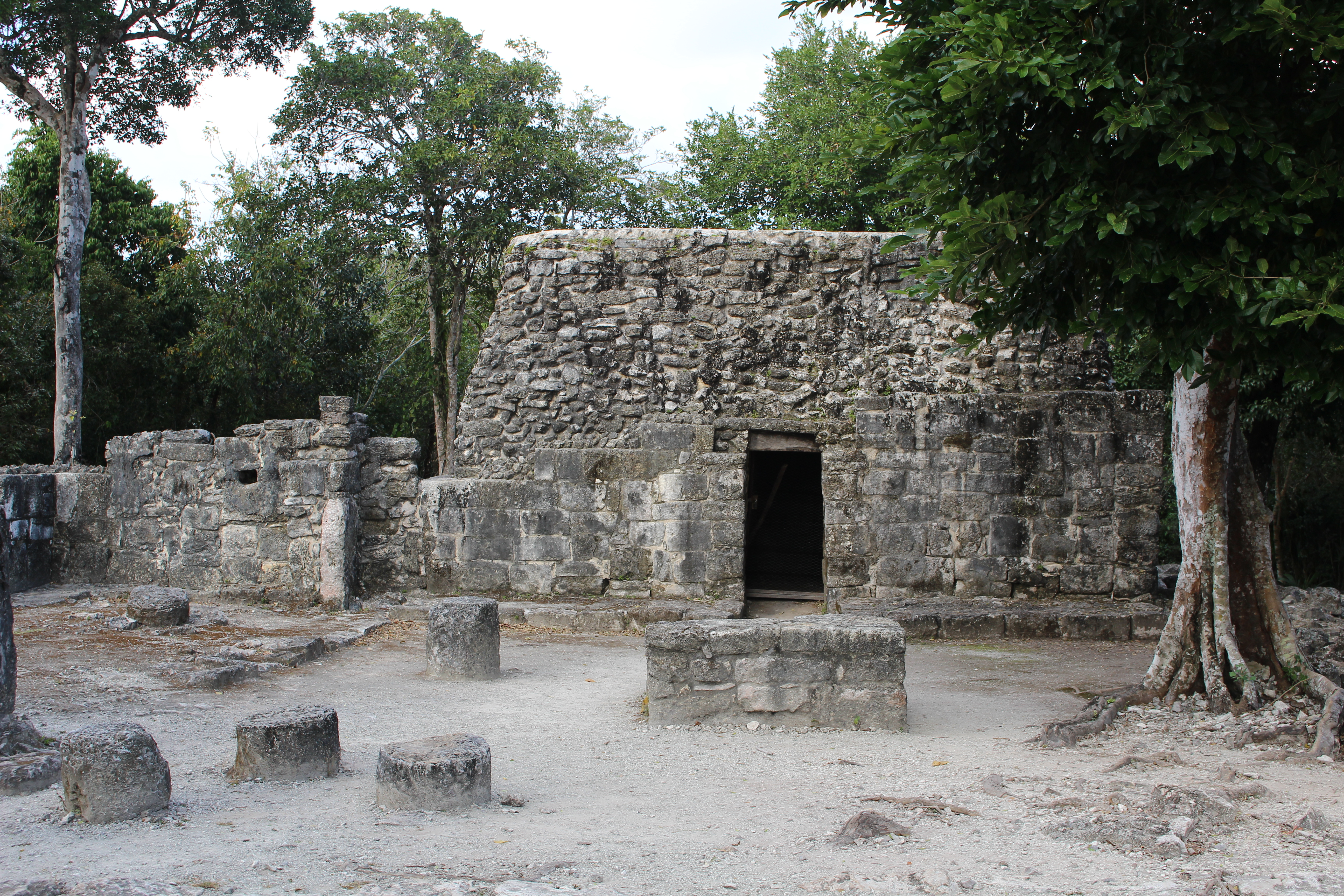
Los Murciélagos
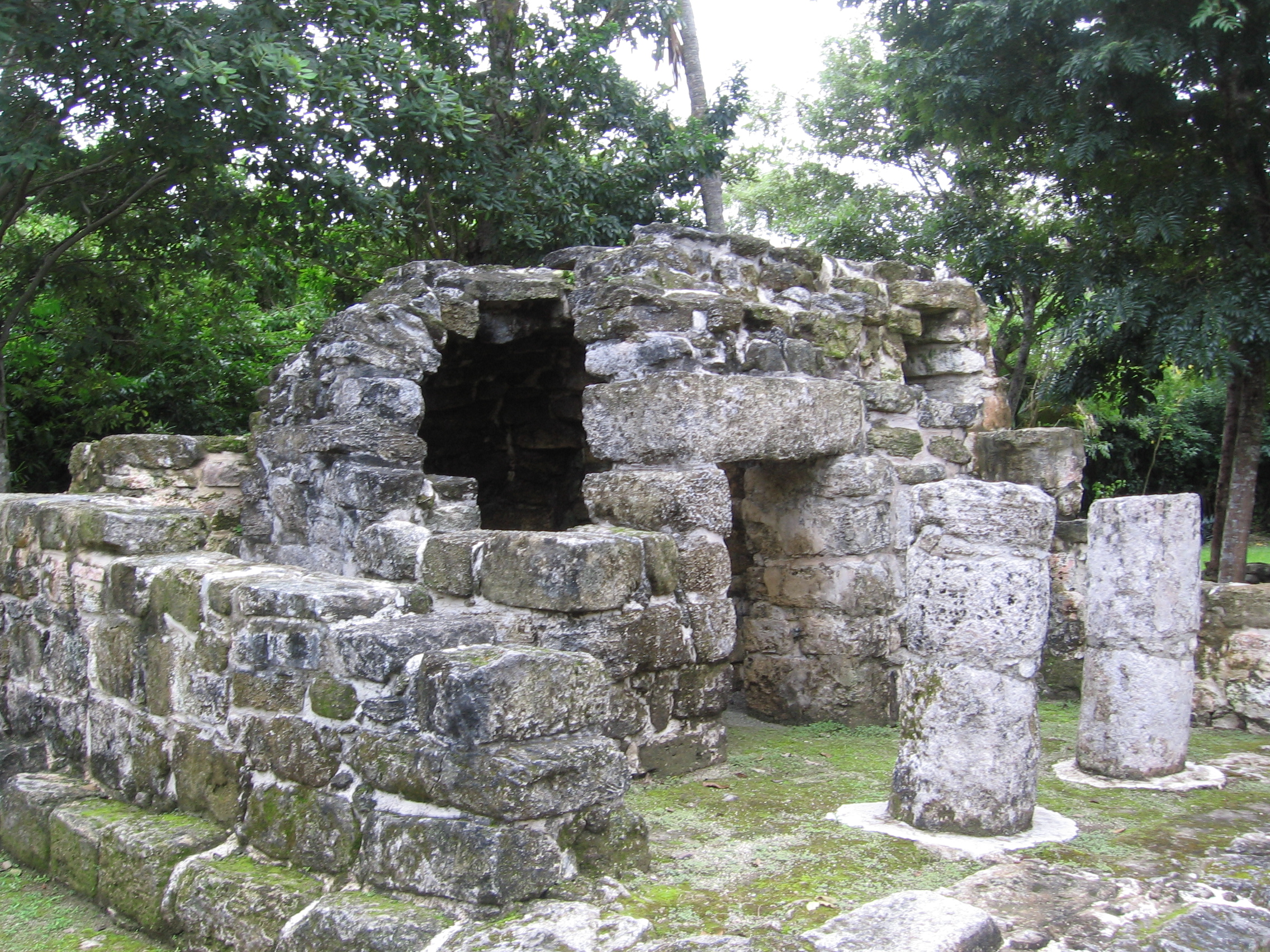
Rauchhaus
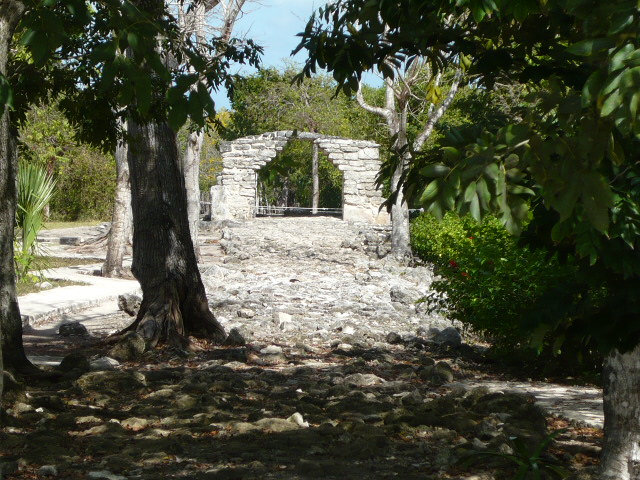
El Arco